# 일렉트릭 드림스
《일렉트릭 드림스》(영어: Electric Dreams)는 2017년부터 현재까지 방영된 영국, 미국의 SF 드라마이다. 필립 K. 딕의 소설을 바탕으로 제작되었다.